# لدتسه (ناحیه کلادنو)
لدتسه (به چکی: Ledce) یک منطقهٔ مسکونی در جمهوری چک است که در شهرستان کلادنو واقع شده‌است.